# Giridih
Giridih (en hindi: गिरिडीह ) es una localidad de la India, centro administrativo del distrito de Giridih en el estado de Jharkhand.

## Geografía
Se encuentra a una altitud de 304 m s. n. m. a 192 km de la capital estatal, Ranchi, en la zona horaria UTC +5:30.

## Demografía
Según estimación 2010 contaba con una población de 114 553 habitantes.